# トミトン
トミトン (TOMITON) は、沖縄県豊見城市豊崎の豊崎タウン臨空港型産業用地に所在するショッピングセンター。正式名称は「豊崎ライフスタイルセンターTOMITON」。キャッチコピーは「ちょっといいが、ちょうどいい。」
マスメディアなどでは「とみとん」と平仮名表記されることもある。

## 概要
2007年8月9日グランドオープン。当初は不動産開発会社のゼファーが所有者となり、プロパティマネジメントをザイマックスキューブ社が行っていた。
同施設は豊見城市が誘致を行い開業したものだが、翌2008年のゼファーの経営破綻を機に、東京の企業が土地と建物を取得した。
その後、2014年4月に県内企業のオリオンビールが、土地と建物を約30億円で取得した。同社は信託銀行を通じて債権を取得することで、トミトンの実質的な所有者となっている。管理運営はザイマックス九州が引き続き行い、オリオンビールは同施設から生じる収益を得ることで自社の不動産投資を拡大している。その後、オリオンビールは2020年5月に本社機能を浦添市から同施設内へ移転し「オリオン美らSUNオフィス」として使用している。

### 沖縄そば博
県内初のフードコート式沖縄そばフードテーマパークとして、2006年10月に「沖縄そば博物館」としてゼファー那覇タワービルに開館、8店舗が出店した。その後、入居していた建物の老朽化に伴い、2008年3月に同施設内のフードコート「パティオ・フィエスタ」内に移転した。移転を機に「沖縄そば博」に改称し、沖縄そば店5店舗でスタートしたが、2022年7月時点で営業しているのは1店舗のみである。

## 主なテナント
- リウボウ豊崎食品館
  - 開店当初は沖縄三越が運営する高級志向の食料品店「沖縄三越 豊崎マイキッチン」だったが、2014年の沖縄三越の撤退により、同年10月1日付でリウボウストアが継承した。
- GOLF5
- スポーツデポ
  - 県内3店舗のうち、最大の売場面積を誇る。
- ダイソー
- シュープラザ
- SHOO-LA-RUE
- 豊崎郵便局
- ジョイジャングル
- くら寿司
- ブルーシール

### 過去に出店していたテナント
- A&W
- 丸三ランドリー
- 沖縄ツーリスト
- ビー ヴァイン
- 沖縄三越 豊崎マイキッチン
- イタリアントマト Cafe Jr.
- ライトオン
- 我部祖河食堂
- 東洋飯店Jr.
- ごはん処 大戸屋